# پال پاپی
پال پاپی (انگلیسی: Paul Pape؛ زادهٔ ۱۷ ژوئیهٔ ۱۹۵۲) یک هنرپیشه اهل ایالات متحده آمریکا است. وی از سال ۱۹۷۷ میلادی تاکنون مشغول فعالیت بوده‌است. 
از فیلم‌ها یا برنامه‌های تلویزیونی که وی در آن نقش داشته است می‌توان به تب شب یک شنبه اشاره کرد.